# Ciągnik balastowy

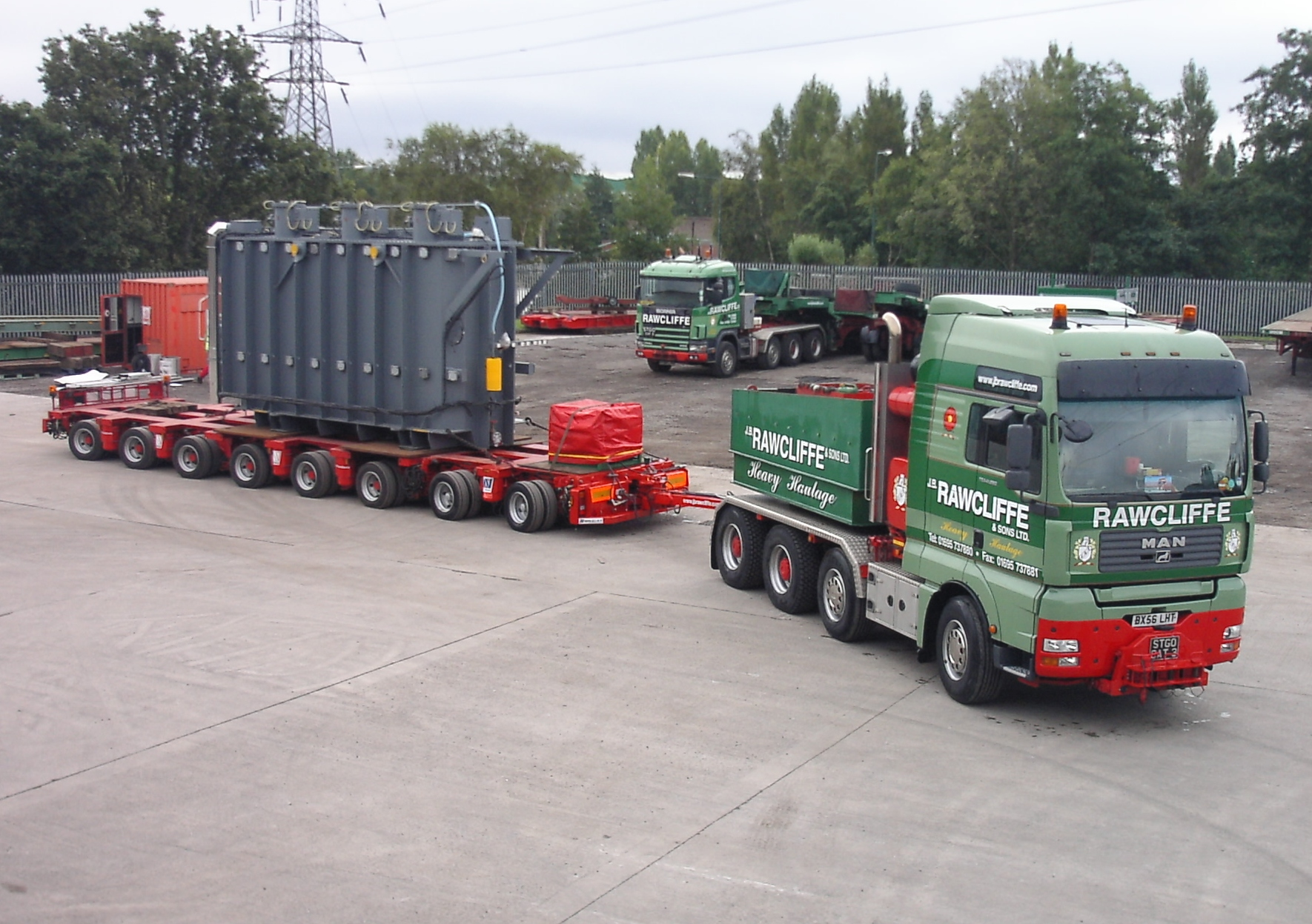
Ciągnik balastowy MAN z wieloosiową przyczepą przewożącą transformator energetyczny

Ciągnik balastowy – ciągnik drogowy dociążony odpowiednim balastem, przeznaczony do ciągnięcia wieloosiowych przyczep o dużej ładowności lub innych pojazdów o dużej masie własnej. Ma on odpowiedni balast, który zwiększa przyczepność kół pojazdu do powierzchni drogi. Jest to bardzo istotne w przypadku ciągnięcia przyczep/pojazdów nieposiadających własnego lub sprawnego układu hamulcowego. W takim wypadku masa ciągniętego obiektu musi być mniejsza niż masa ciągnika.